# Lago de Bañolas
(es) Estany de Banyoles
Vista aérea do lago de Banyoles
O Lago de Bañolas (em catalão, l'Estany de Banyoles) é o lago maior da Catalunha, na província de Girona. É o principal símbolo da cidade de Banyoles. O lago e a sua bacia lacustre são considerados o conjunto cárstico mais extenso da Espanha, constituindo um sistema meio ambiental de notável valor.
Situado no oeste do termo municipal de Bañolas, foi declarado pela Generalidade da Catalunha como zona integrante do Plano de Espaços de Interesse Natural. Em 2003 incluiu-se na lista Ramsar de Zonas Húmidas de Importância Internacional, solicitando-se por vários colectivos a instauração de um Parque Natural.

## Formação do lago e a bacia lacustre
O lago de Bañolas é de origem tectónico e cárstico. Formou-se na época quaternária, faz uns 250 000 anos. Os movimentos tectónicos produzidos pela formação dos Pirenéus abriram a falha do Ampurdán. A erosão e outros fenómenos geológicos criaram a zona lacustre.
O primeiro lago de Bañolas tinha uma extensão muito superior à atual, inundando as ribeiras uns 6 ou 8 metros acima do nível atual das águas.

## Origem das águas

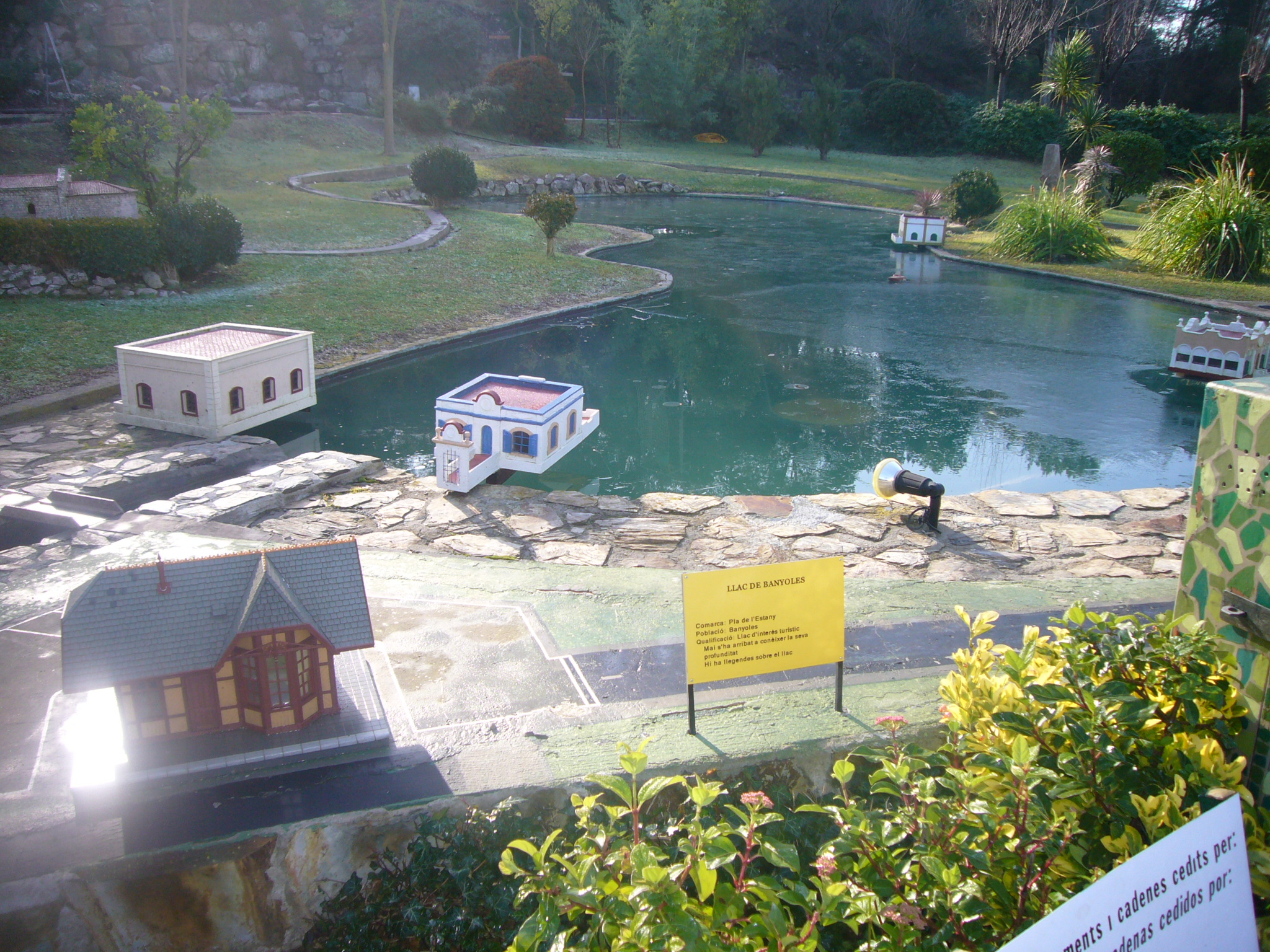
Maqueta do lago, em Cataluña em Miniatura

Muitos cientistas sustentam que a origem das águas do lago está relacionado pelas perdas dos rios Ter e Fluvià. Os estudos levados a cabo no século XX demonstram que o lago se alimenta de maneira subterrânea dos aquíferos provenientes do norte e do oeste, na zona da Alta Garrocha.

### Entrada da água
O água do lago de Bañolas vem da Alta Garrocha, onde se filtra e discorre através de uma série de canais subterrâneos conectada com os aquíferos. A água jaz em três níveis diferentes formando a bacia lacustre, que se compõe dos riachos de Espolla e Usall, a lagoa de San Miguel de Campomayor e o lago de Bañolas, mas também discorre água superficial para o lago, através dos ribeiros naturais de Estunes, Vilà, Deus, Marquès, Tanyers, Castellana, Can Morgat e Lio, que supõem o 10 % das contribuições totais de água ao lago.

## Desportos
Em 1992 foi acondicionado para a celebração das competições de remo dos XXV Jogos Olímpicos. Dotando-o de instalações temporárias: a pista de remo em si, arquibancadas provisórias para 4 500 pessoas sentadas, uma torre de 14 m para as câmaras e o photo finish e as instalações do Clube Natació Banyoles foram usadas como centro administrativo e de serviços.
Em 2004 foi o palco do Campeonato Mundial de Remo.

## Monstro do lago
Ao igual que outros lagos como o Ness, em Bañolas conta uma lenda popular segundo a qual foram primeiro as tropas de Carlomagno quem, aproveitando a sua estadia na cidade de Gerona, se acercaram a Bañolas para tentar reduzir e matar ao dragão. E que foi o Imperador, embargado de ardor guerreiro, quem teve que pedir ajuda a San Emeterio, um monge francês que chegou a terras gerundenses com ele para combater aos mouros. Quando a besta saiu de seu refúgio ficou olhando àquele homemzito que não parava de rezar e, como se de um cachorro se tratasse, lhe seguiu até à praça.
Após este acontecimento, o santo milagreiro fundou o monastério de San Esteban de Bañolas, antes de ir-se a viver a uma gruta no meio de um espesso bosque onde não era possível adivinhar se era de dia ou de noite. O monstro regressou ao lago, onde dizem que ainda vive hoje, mas ao que ninguém tem revisto.